# Religione in Nuova Zelanda

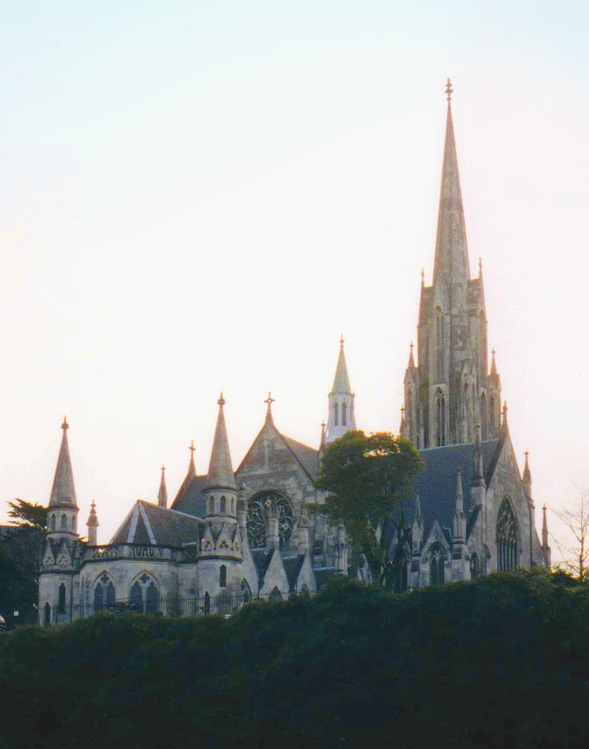
Prima chiesa di Otago (presbiteriana) a Dunedin.

La religione in Nuova Zelanda comprende una vasta gamma di gruppi e credenze. Il cristianesimo è la religione più comune con quasi la metà (48%) della popolazione secondo chi, nei dati del censimento della Nuova Zelanda del 2013, dichiara un'affiliazione. Circa il 6% della popolazione è affiliata a religioni non cristiane, con l'induismo che al primo posto con oltre il 2%, mentre il 42% dei neozelandesi ha dichiarato di non avere religione nel censimento più recente e il 4% non ha rilasciato alcuna dichiarazione.
Prima della colonizzazione europea la religione della popolazione indigena Maori era animistica. Il primo servizio cristiano fu condotto da un sacerdote francese, Paul-Antoine Léonard de Villefeix, il giorno di Natale del 1769. I successivi sforzi di missionari come Samuel Marsden portarono la maggior parte dei Maori a convertirsi al cristianesimo. La maggior parte dei migranti europei del XIX secolo proveniva dalle isole britanniche, stabilendo le tre denominazioni britanniche dominanti in Nuova Zelanda: anglicanesimo, cattolicesimo e presbiterianesimo. La tendenza dei migranti scozzesi a stabilirsi ad Otago e nella Southland vide il presbiterismo predominare in queste regioni mentre l'anglicanesimo predominava altrove; l'effetto di questa suddivisione è ancora oggi presente e si riflette nelle statistiche sull'affiliazione religiosa. Mentre il 47,5% dei neozelandesi è affiliato al cristianesimo, la frequenza regolare alle attività della chiesa si attesta al 15%.
Il numero di persone affiliate al cristianesimo è diminuito dagli anni '90 mentre sono aumentati coloro che affermano di non avere un'affiliazione religiosa. Con l'aumento dell'immigrazione, in particolare proveniente dall'Asia, il numero di persone affiliate a religioni non cristiane è aumentato notevolmente.
La Nuova Zelanda non ha una religione di stato, anche se l'anglicanesimo è la religione del sovrano della Nuova Zelanda (designato come "difensore della fede"). La libertà religiosa è stata protetta dalla firma del Trattato di Waitangi.

## Storia
I primi servizi cristiani condotti in Nuova Zelanda furono le liturgie cattoliche celebrate da padre Paul-Antoine Léonard de Villefeix, il cappellano domenicano della nave Saint Jean Baptiste comandata dal navigatore ed esploratore francese Jean-François de Surville. Villefeix fu il primo ecclesiastico cristiano a mettere piede in Nuova Zelanda, e disse la messa vicino a Whatuwhiwhi nei pressi della Doubtless Bay il giorno di Natale del 1769. Si dice che abbia anche condotto preghiere per i malati il giorno precedente e che abbia condotto sepolture cristiane.

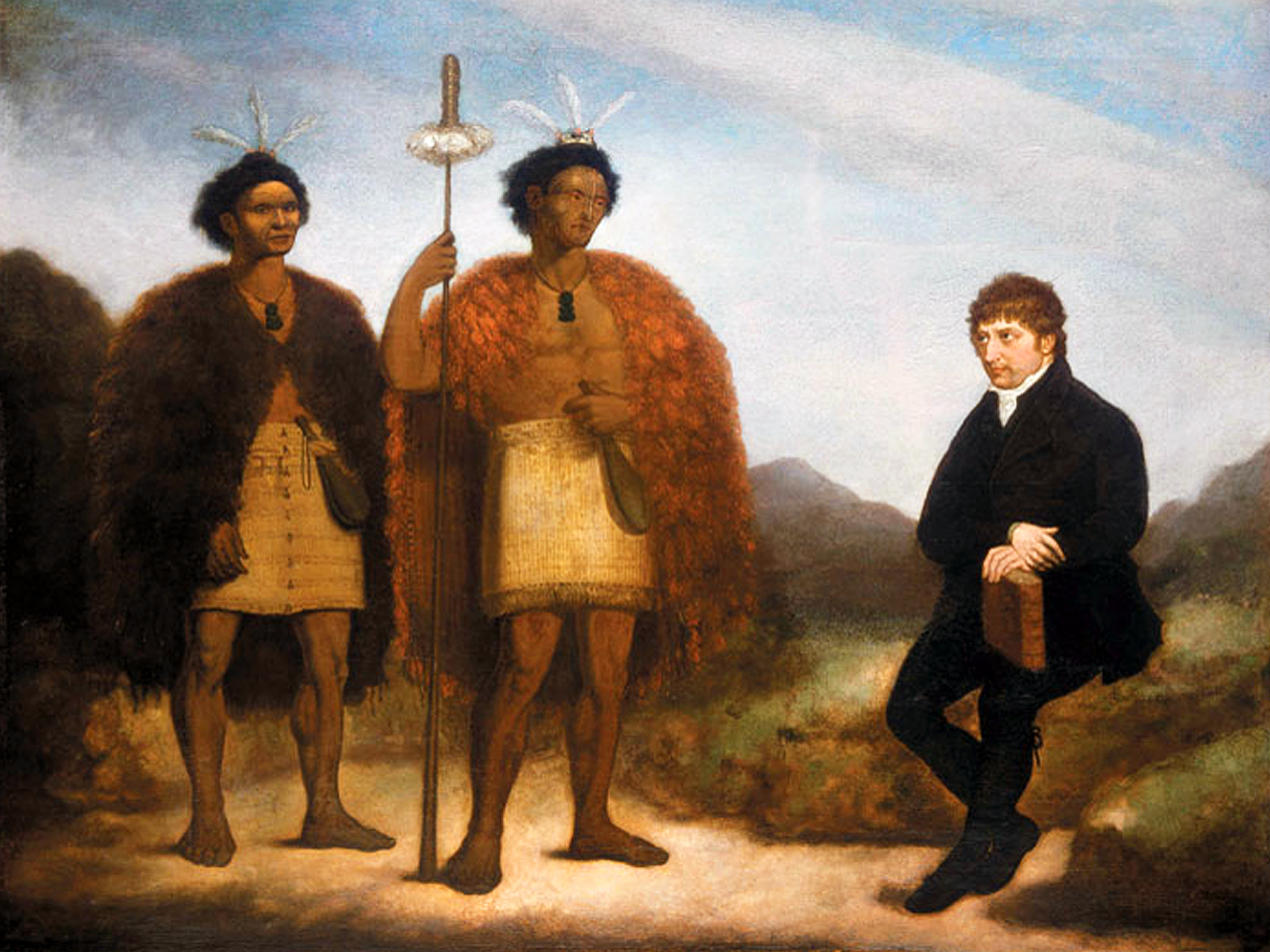
Questo dipinto del 1820 mostra i capi di Ngapuhi Waikato (a sinistra) e Hongi Hika con il missionario anglicano Thomas Kendal.

La storia religiosa della Nuova Zelanda dopo l'arrivo degli europei vide una sostanziale attività missionaria, con i Maori generalmente convertiti volontariamente al cristianesimo. La Anglican Church Missionary Society (CMS) ha inviato i missionari per stabilirsi in Nuova Zelanda. Samuel Marsden della Church Missionary Society (cappellano nel Nuovo Galles del Sud) officiò al suo primo servizio il giorno di Natale nel 1814, a Oihi Bay, nella Baia delle Isole. Il CMS fondò la sua prima missione a Rangihoua nella Baia delle Isole nel 1814 e nel decennio successivo stabilì fattorie e scuole nella zona. Nel giugno 1823 Wesleydale, la prima missione metodista Wesleyana in Nuova Zelanda, fu fondata a Kaeo, vicino al porto di Whangaroa . Jean Baptiste Pompallier arrivò nel 1838 e divenne il primo vescovo cattolico in Nuova Zelanda. Con alcuni fratelli maristi, Pompallier organizzò la Chiesa cattolica in tutto il paese. Nel 1892 si formò in una sala della chiesa di Nelson la New Zealand Church Missionary Society (NZCMS) e i primi missionari neozelandesi furono inviati all'estero poco dopo.

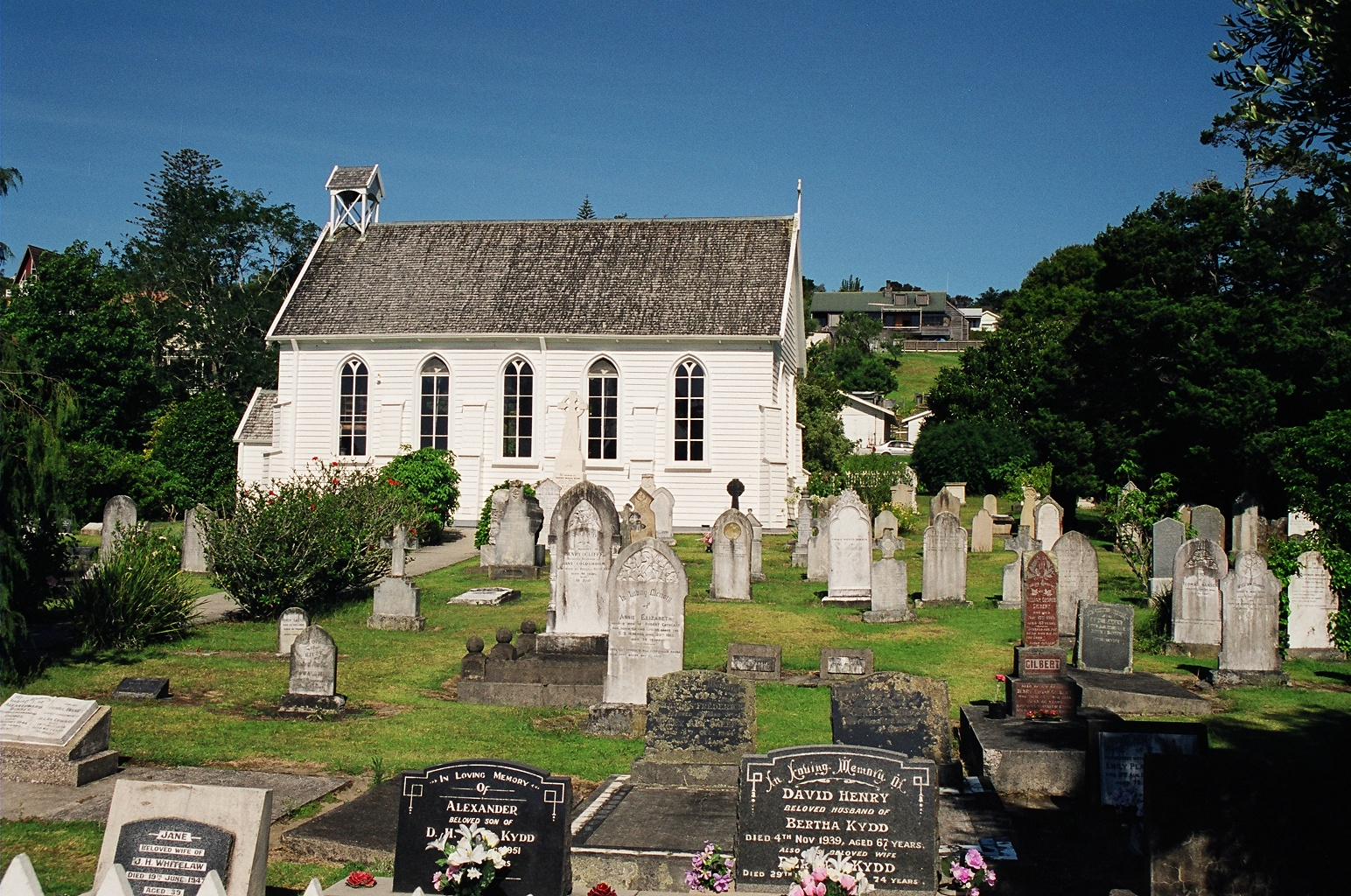
Christ Church a Russell, costruita nel 1835, è una delle chiese più antiche della Nuova Zelanda.

Sebbene in Inghilterra la Chiesa anglicana fosse una religione di Stato affermata, alla metà del XIX secolo persino gli stessi anglicani a volte dubitavano di questa disposizione, mentre le altre maggiori denominazioni della nuova colonia (presbiteriani, metodisti e cattolici, per esempio) ovviamente preferivano che la situazione locale consentisse a tutti i loro gruppi.
Il primo servizio ebraico comunale registrato in Nuova Zelanda si tenne il 7 gennaio 1843 a Wellington, sebbene singoli ebrei fossero tra i primi esploratori e coloni.
Ondate di nuovi immigrati hanno portato con sé le loro particolari fedi (solitamente cristiane). La distribuzione denominazionale iniziale rifletteva molto il fatto che le comunità locali di immigrati iniziarono piccole e spesso provenivano da regioni relativamente piccole nei paesi di origine in Gran Bretagna. Di conseguenza, al momento del censimento del 1921, non esisteva una distribuzione uniforme tra i cristiani non maori, con i presbiteriani come gruppo dominante a Otago e Southland, gli anglicani nel Distretto di Far North, Gisborne e varie altre aree tra cui la penisola di Banks, mentre i metodisti fiorirono principalmente a Taranaki e nel distretto di Manawatu. Nel frattempo il cattolicesimo era la religione dominante sulla costa occidentale con le sue numerose riserve minerarie, e nell'Otago centrale. La Chiesa cattolica, sebbene non particolarmente dominante in termini di numeri puri, divenne nota soprattutto in tutto il paese all'inizio e alla metà del XX secolo per la sua forte posizione in materia di istruzione, stabilendo un gran numero di scuole.
A partire dalla metà degli anni '60, l'appartenenza e la frequenza alla chiesa sono diminuite e nel 2013 il 42% della popolazione ha dichiarato di non avere religione. L'immigrazione dal 1991 ha portato a una rapida crescita del numero di seguaci di religioni come l'induismo, il buddismo e il sikhismo, in particolare ad Auckland.
Secondo un sondaggio del 2019, quasi quattro su dieci neozelandesi non avevano fiducia nei cristiani evangelici .

## Demografia

Affiliazioni religiose dei neozelandesi negli ultimi sei censimenti.

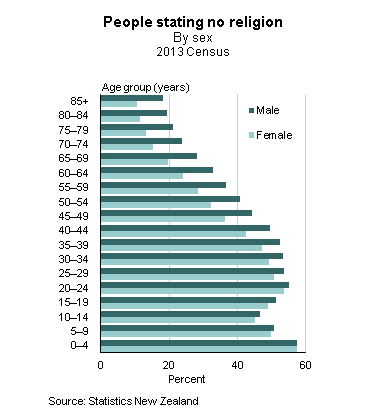
La non affiliazione religiosa è più alta tra i maschi e le giovani generazioni; ad eccezione della fascia di età compresa tra 10 e 14 anni, la maggior parte dei neozelandesi di età inferiore ai 35 anni non ha appartenenza religiosa.

### Affiliazione religiosa

#### L'appartenenza religiosa: statistiche
La tabella che segue è basata sull'appartenenza religiosa dei dati registrati negli ultimi tre censimenti di solito per i residenti. Si noti che le cifre e le percentuali non possono raggiungere il 100% perché è possibile per le persone dichiarare più di una religione. Si noti inoltre che gli indicatori di tendenza sono basati sulla variazione percentuale della popolazione, non sul numero di aderenti.
| Religione                                              | Censimento 2013 | Censimento 2013 | Censimento 2006 | Censimento 2006 | Censimento 2001 | Censimento 2001 | Tendenza (%) | Tendenza (%) |
| Religione                                              | Numero          | %               | Numero          | %               | Numero          | %               | 2001–13      |              |
| ------------------------------------------------------ | --------------- | --------------- | --------------- | --------------- | --------------- | --------------- | ------------ | ------------ |
| Cristianesimo                                          | 1.858.977       | 47.65           | 2.027.418       | 54.16           | 2.043.843       | 58.92           | Diminuzione  |              |
| Cattolicesimo                                          | 492.105         | 12.61           | 508.437         | 13.58           | 485.637         | 14.00           | Diminuzione  |              |
| Anglicanesimo                                          | 459.771         | 11.79           | 554.925         | 14.82           | 584.793         | 16.86           | Diminuzione  |              |
| Presbiterianesimo, Congregazionalismo e Riformato      | 330.516         | 8.47            | 400.839         | 10.71           | 431.139         | 12.43           | Diminuzione  |              |
| Cristiano (non ulteriormente definito)                 | 216.177         | 5.54            | 186.234         | 4.97            | 192.165         | 5.54            |              |              |
| Metodismo                                              | 102.879         | 2.64            | 121.806         | 3.25            | 120.546         | 3.48            | Diminuzione  |              |
| Pentecostalismo                                        | 74.256          | 1.90            | 79.155          | 2.11            | 67.182          | 1.94            |              |              |
| Battismo                                               | 54.345          | 1.39            | 56.913          | 1.52            | 51.423          | 1.48            | Diminuzione  |              |
| Chiesa di Gesù Cristo dei Santi degli Ultimi Giorni    | 40.728          | 1.04            | 43.539          | 1.16            | 39.915          | 1.15            | Diminuzione  |              |
| Brethren                                               | 18.624          | 0.48            | 19.617          | 0.52            | 20.397          | 0.59            | Diminuzione  |              |
| Testimoni di Geova                                     | 17.931          | 0.46            | 17.910          | 0.48            | 17.829          | 0.51            | Diminuzione  |              |
| Avventismo                                             | 17.085          | 0.44            | 16.191          | 0.43            | 14.868          | 0.43            |              |              |
| Evangelicalismo, Rinascita e Fondamentalismo cristiano | 15.381          | 0.39            | 13.836          | 0.37            | 11.016          | 0.32            |              |              |
| Chiesa ortodossa                                       | 13.806          | 0.35            | 13.194          | 0.35            | 9.576           | 0.28            | Aumento      |              |
| Esercito della Salvezza                                | 9.162           | 0.23            | 11.493          | 0.31            | 12.618          | 0.36            | Diminuzione  |              |
| Protestantesimo (non ulteriormente definito)           | 4.998           | 0.13            | 3.954           | 0.11            | 2.787           | 0.08            | Aumento      |              |
| Luteranesimo                                           | 3.903           | 0.10            | 4.476           | 0.12            | 4.314           | 0.12            |              |              |
| Church of Christ and Associated Churches of Christ     | 2.145           | 0.05            | 2.991           | 0.08            | 3.270           | 0.09            |              |              |
| Uniting/Union Church and Ecumenical                    | 999             | 0.03            | 1.419           | 0.04            | 1.389           | 0.04            |              |              |
| Asian Christian                                        | 132             | <0.01           | 195             | 0.01            | 195             | 0.01            |              |              |
| Other Christian                                        | 3.714           | 0.10            | 3,798           | 0.10            | 3.558           | 0.10            |              |              |
| Induismo                                               | 89.319          | 2.11            | 64.392          | 1.72            | 39.798          | 1.15            | Aumento      |              |
| Buddhismo                                              | 58.404          | 1.50            | 52.362          | 1.40            | 41.634          | 1.20            | Aumento      |              |
| Māori Christian                                        | 52.947          | 1.36            | 65.550          | 1.75            | 63.597          | 1.83            | Diminuzione  |              |
| Rātana                                                 | 40.353          | 1.03            | 50.565          | 1.35            | 48.975          | 1.41            | Diminuzione  |              |
| Ringatū                                                | 13.272          | 0.34            | 16.419          | 0.44            | 15.291          | 0.44            | Diminuzione  |              |
| Māori Christian (not further defined)                  | 222             | 0.01            | 219             | 0.01            | 237             | 0.01            |              |              |
| Other Māori Christian                                  | 333             | 0.01            | 360             | 0.01            | 426             | 0.01            |              |              |
| Islam                                                  | 46,149          | 1.18            | 36.072          | 0.96            | 23.631          | 0.68            | Aumento      |              |
| Spiritualism and New Age Religions                     | 18.285          | 0.47            | 19.800          | 0.53            | 16.062          | 0.46            |              |              |
| Spiritualist                                           | 7.776           | 0.20            | 7.743           | 0.21            | 5.856           | 0.17            | Aumento      |              |
| Nature and Earth Based Religions                       | 5.943           | 0.15            | 7.125           | 0.19            | 5.838           | 0.17            |              |              |
| Satanismo                                              | 840             | 0.02            | 1.164           | 0.03            | 894             | 0.03            |              |              |
| New Age (not further defined)                          | 441             | 0.01            | 669             | 0.02            | 420             | 0.01            |              |              |
| Chiesa di Scientology                                  | 318             | 0.01            | 357             | 0.01            | 282             | 0.01            |              |              |
| Other New Age Religions                                | 3.015           | 0.08            | 2.871           | 0.08            | 2.784           | 0.08            |              |              |
| Ebraismo                                               | 6.867           | 0.18            | 6.858           | 0.18            | 6.636           | 0.19            |              |              |
| Other Religions                                        | 34.245          | 0.88            | 24.450          | 0.65            | 18.780          | 0.54            | Aumento      |              |
| Sikh                                                   | 19.191          | 0.49            | 9.507           | 0.25            | 5.199           | 0.15            | Aumento      |              |
| Other Religion (not further defined)                   | 5.202           | 0.13            | 4.830           | 0.13            | 4.641           | 0.13            |              |              |
| Baha'i                                                 | 2.634           | 0.07            | 2.772           | 0.07            | 2.988           | 0.09            |              |              |
| Māori Religion                                         | 2.595           | 0.07            | 2.412           | 0.06            | 1.995           | 0.06            |              |              |
| Teismo                                                 | 1.782           | 0.05            | 2.202           | 0.06            | 1.491           | 0.04            |              |              |
| Zoroastrismo                                           | 972             | 0.02            | 1.071           | 0.03            | 486             | 0.01            |              |              |
| Chinese Religions                                      | 906             | 0.02            | 912             | 0.02            | 1.269           | 0.04            |              |              |
| Japanese Religions                                     | 423             | 0.01            | 384             | 0.01            | 303             | 0.01            |              |              |
| Giainismo                                              | 207             | 0.01            | 111             | <0.01           | 57              | <0.01           |              |              |
| Other Religions                                        | 333             | 0.01            | 258             | 0.01            | 351             | 0.01            |              |              |
| Totale persone con almeno un'affiliazione religiosa    | 2.146.167       | 53.64           | 2.271.921       | 60.69           | 2.232.564       | 64.36           | Diminuzione  |              |
| Nessuna Religione                                      | 1.635.345       | 41.92           | 1.297.104       | 34.65           | 1.028.049       | 29.64           | Aumento      |              |
| Risposte                                               | 173.034         | 4.44            | 242.607         | 6.48            | 239.241         | 6.90            | Diminuzione  |              |
| Totale persone dichiarate                              | 3.901.167       | 100.00          | 3.743.655       | 100.00          | 3.468.813       | 100.00          |              |              |
| Non incluso altrove                                    | 347.301         |                 | 292.974         |                 | 287.376         |                 |              |              |
| Popolazione totale                                     | 4.242.048       |                 | 4.027.947       |                 | 3.737.277       |                 |              |              |

### Tendenze regionali

Denominazioni cristiane dominanti in ciascuna autorità territoriale, censimento del 2013. Le Isole Chatham sono più grandi tra anglicani e cattolici.

| Regione                    | anglicano | anglicano | cattolico | cattolico | presbiteriano | presbiteriano |
| Regione                    | Num.      | %         | Num.      | %         | Num.          | %             |
| -------------------------- | --------- | --------- | --------- | --------- | ------------- | ------------- |
| Northland                  | 19.836    | 14,7      | 3.743     | 10.2      | 7.293         | 5.4           |
| Auckland                   | 117.843   | 9.1       | 172.110   | 13.3      | 95.889        | 7.4           |
| Waikato                    | 45.687    | 12.3      | 41.148    | 11.1      | 27.885        | 7.5           |
| Bay of Plenty              | 31.674    | 13,0      | 26.817    | 11.0      | 19.938        | 8.2           |
| Gisborne                   | 7.998     | 20.5      | 3.195     | 8.2       | 2.523         | 6.5           |
| Hawke's Bay                | 22.800    | 16,5      | 15.729    | 11.4      | 12.879        | 9.3           |
| Taranaki                   | 13.584    | 13.5      | 15.654    | 15.5      | 7.815         | 7.7           |
| Manawatu-Wanganui          | 29.190    | 14.2      | 25.719    | 12.5      | 16.269        | 7.9           |
| Wellington                 | 51.819    | 11.9      | 64.497    | 14.8      | 30.222        | 6.9           |
| Tasman                     | 6.147     | 13.9      | 3.261     | 7.4       | 2.622         | 5.9           |
| Nelson                     | 5.763     | 13.3      | 3.885     | 9.0       | 2.484         | 5.7           |
| Marlborough                | 7.182     | 17.8      | 4.536     | 11.2      | 3.561         | 8.8           |
| costa ovest                | 4.101     | 14.0      | 4.929     | 16.8      | 1.941         | 6.6           |
| Canterbury                 | 74.277    | 14.8      | 63.858    | 12,7      | 48.378        | 9.6           |
| Otago                      | 15.741    | 8.4       | 21.492    | 11.5      | 31.998        | 17.1          |
| Southland                  | 6.015     | 6.9       | 11.421    | 13.1      | 18.804        | 21.6          |
| Totale della Nuova Zelanda | 459.771   | 11.8      | 492.105   | 12.6      | 330.516       | 8.5           |

### Fenomeno del censimento Jedi
Incoraggiati da una campagna di posta elettronica informale, oltre 53.000 persone si sono elencate come Jedi nel censimento della Nuova Zelanda del 2001 (oltre l'1,5% delle risposte). Se la risposta Jedi fosse stata accettata come valida sarebbe stata la più grande religione non cristiana in Nuova Zelanda e la seconda religione più grande in assoluto. Tuttavia, la Statistics New Zealand ha trattato le risposte Jedi come "Risposta compresa, ma non verrà conteggiata". La città di Dunedin (una città universitaria) aveva la più alta popolazione di Jedi pro capite segnalati. Nel censimento del 2006 solo 20.000 persone hanno dichiarato la loro religione come Jedi.